# 1726 az irodalomban
Az 1726. év az irodalomban.

## Új művek

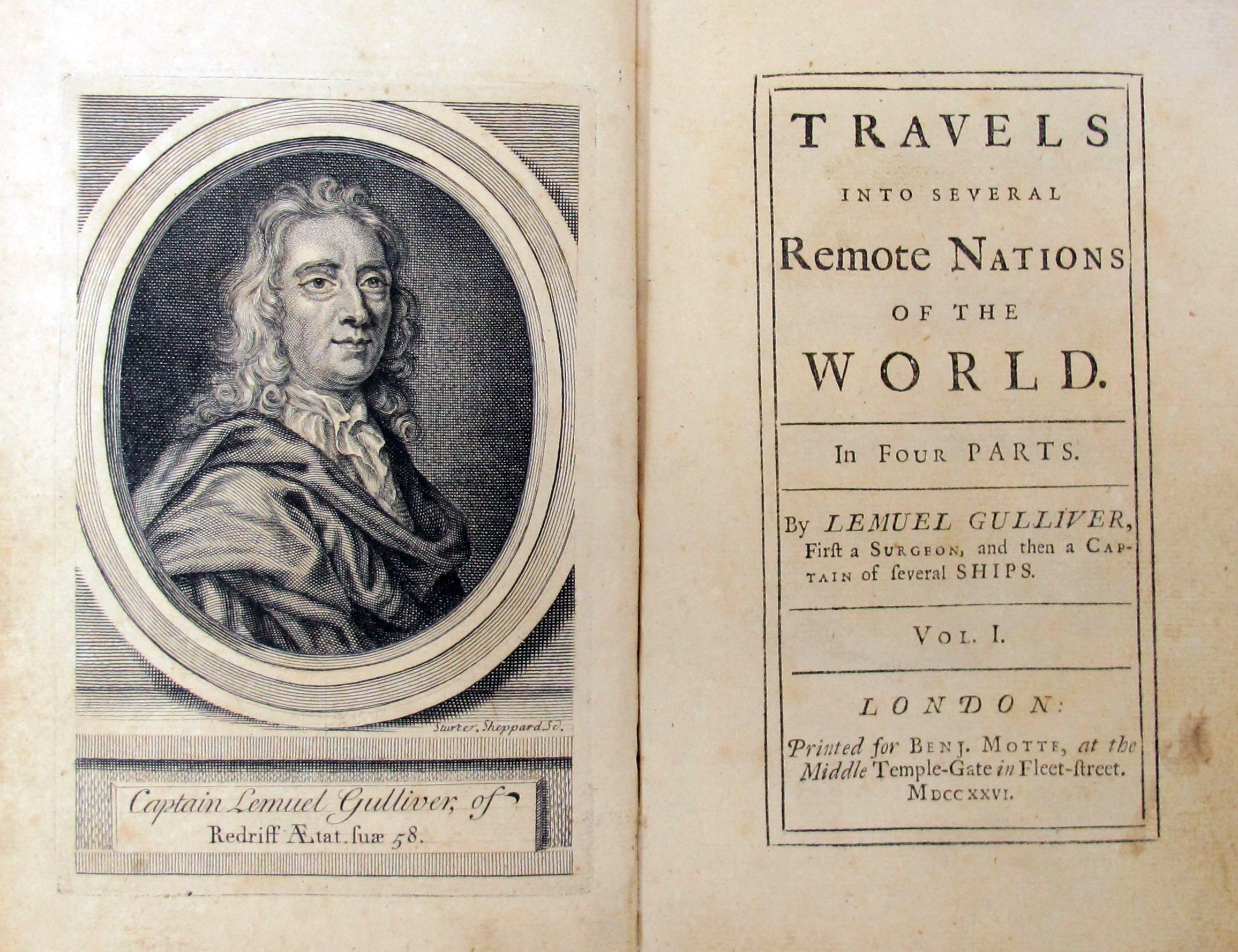
Gulliver utazásai. Az első kiadás címlapja

- Jonathan Swift közreadja szatirikus regényét, a Gulliver utazásait (Gulliver's Travels).
- Megjelenik James Thomson skót költő The Seasons (Az évszakok) című nagy költeményének első része (Winter).
- Madame de Sévigné levelezéséről híres francia írónő leveleit (posztumusz) utódai jelentetik meg, nagyon töredékesen.[1]

## Születések
- december 1. – Eggert Ólafsson izlandi költő, néprajz- és természettudós, az újkori izlandi kultúra egyik első és egyben legkiemelkedőbb alakja († 1768)